# Tournoi de l'Intérieur 2013
Navigation
Tournoi de l'Intérieur 2012 Tournoi de l'Intérieur 2014
Le Tournoi de l'Intérieur 2013 ou Torneo del Interior 2013 est une compétition annuelle de rugby à XV organisée par la Fédération argentine de rugby. Le championnat regroupe les meilleurs clubs des différents tournois régionaux des 25 uniónes : Centro, Litoral, Nordeste (NEA), Noroeste (NOA), Oeste, Pampeana et Patagonia.

## Format
Les 16 équipes sont réparties en 4 groupes de 4 clubs pour la première phase. La deuxième phase se déroule entre les 8 meilleures équipes, avant de se conclure avec des demi-finales et une finale : le vainqueur et le finaliste se qualifient pour le Nacional de Clubes où ils rencontrent le 1er et le 2e du Torneo de la URBA pour l'attribution du titre de champion d'Argentine.

## Clubs participants
| Nom                   | Ville                 | Unión         |
| --------------------- | --------------------- | ------------- |
| La Tablada Rugby Club | Córdoba               | Cordobesa     |
| Jockey Club Córdoba   | Córdoba               | Cordobesa     |
| Jockey Club Rosario   | Rosario               | Rosario       |
| Duendes               | Rosario               | Rosario       |
| Tala R.C.             | Córdoba               | Cordobesa     |
| Gimnasia y Esgrima    | Rosario               | Rosario       |
| Universitario Tucumán | San Miguel de Tucumán | Tucumán       |
| Tucumán R.C.          | San Miguel de Tucumán | Tucumán       |
| Universitario Rosario | Rosario               | Rosario       |
| Santiago L.T.         | Santiago del Estero   | Santiagueña   |
| Huirapuca             | Concepción            | Tucumán       |
| Los Tarcos            | San Miguel de Tucumán | Tucumán       |
| Liceo R.C.            | Mendoza               | Cuyo          |
| Cardenales            | San Miguel de Tucumán | Tucumán       |
| Los Tordos            | Mendoza               | Cuyo          |
| Mar del Plata R.C.    | Mar del Plata         | Mar del Plata |

## Classements de la phase régulière
| Rang | Club                  | J | V | N | D | Bo | Bd | Pm  | Pe | Diff | Pts |
| ---- | --------------------- | - | - | - | - | -- | -- | --- | -- | ---- | --- |
| 1    | La Tablada            | 3 | 3 | 0 | 0 | 0  | 0  | 103 | 60 | +43  | 6   |
| 2    | Tucumán R.C.          | 3 | 2 | 0 | 1 | 0  | 0  | 71  | 54 | +17  | 4   |
| 3    | Universitario Rosario | 3 | 1 | 0 | 2 | 0  | 0  | 43  | 62 | -19  | 2   |
| 4    | Mar del Plata R.C.    | 3 | 0 | 0 | 3 | 0  | 0  | 39  | 80 | -41  | 0   |

| Rang | Club       | J | V | N | D | Bo | Bd | Pm | Pe  | Diff | Pts |
| ---- | ---------- | - | - | - | - | -- | -- | -- | --- | ---- | --- |
| 1    | Tala R.C.  | 3 | 2 | 0 | 1 | 0  | 0  | 97 | 52  | +45  | 4   |
| 2    | Duendes    | 3 | 2 | 0 | 1 | 0  | 0  | 95 | 45  | +50  | 4   |
| 3    | Liceo R.C. | 3 | 1 | 0 | 2 | 0  | 0  | 54 | 130 | -76  | 2   |
| 4    | Los Tarcos | 3 | 1 | 0 | 2 | 0  | 0  | 43 | 62  | -19  | 2   |

| Rang | Club                | J | V | N | D | Bo | Bd | Pm  | Pe  | Diff | Pts |
| ---- | ------------------- | - | - | - | - | -- | -- | --- | --- | ---- | --- |
| 1    | Jockey Club Rosario | 3 | 2 | 0 | 1 | 0  | 0  | 117 | 86  | +31  | 4   |
| 2    | Jockey Club Córdoba | 3 | 2 | 0 | 1 | 0  | 0  | 100 | 90  | +10  | 4   |
| 3    | Huirapuca           | 3 | 2 | 0 | 1 | 0  | 0  | 78  | 54  | +24  | 4   |
| 4    | Santiago L.T.       | 3 | 0 | 0 | 3 | 0  | 0  | 51  | 116 | -65  | 0   |

| Rang | Club                  | J | V | N | D | Bo | Bd | Pm  | Pe  | Diff | Pts |
| ---- | --------------------- | - | - | - | - | -- | -- | --- | --- | ---- | --- |
| 1    | Universitario Tucumán | 3 | 3 | 0 | 0 | 0  | 0  | 132 | 56  | +76  | 6   |
| 2    | Gimnasia y Esgrima    | 3 | 2 | 0 | 1 | 0  | 0  | 78  | 102 | -24  | 4   |
| 3    | Los Tordos            | 3 | 1 | 0 | 2 | 0  | 0  | 87  | 77  | +10  | 2   |
| 4    | Cardenales            | 3 | 0 | 0 | 3 | 0  | 0  | 63  | 125 | -62  | 0   |

|  | Qualifiés pour les quarts de finale |

## Phase finale
|  | Quarts de finale      | Quarts de finale      |            |    | Demi-finales      | Demi-finales      |  |  | Finale             | Finale             |
|  | Quarts de finale      | Quarts de finale      |            |    | Demi-finales      | Demi-finales      |  |  | Finale             | Finale             |
|  |                       |                       |            |    |                   |                   |  |  |                    |                    |
|  | le 28 septembre 2013  | le 28 septembre 2013  |            |    | le 5 octobre 2013 | le 5 octobre 2013 |  |  | le 12 octobre 2013 | le 12 octobre 2013 |
|  | le 28 septembre 2013  | le 28 septembre 2013  |            |    | le 5 octobre 2013 | le 5 octobre 2013 |  |  | le 12 octobre 2013 | le 12 octobre 2013 |
|  | La Tablada            | 31                    |            |    | le 5 octobre 2013 | le 5 octobre 2013 |  |  | le 12 octobre 2013 | le 12 octobre 2013 |
|  | La Tablada            | 31                    |            |    | le 5 octobre 2013 | le 5 octobre 2013 |  |  | le 12 octobre 2013 | le 12 octobre 2013 |
|  | Jockey Club Córdoba   | 18                    |            |    | le 5 octobre 2013 | le 5 octobre 2013 |  |  | le 12 octobre 2013 | le 12 octobre 2013 |
|  | Jockey Club Córdoba   | 18                    | La Tablada | 17 |                   |                   |  |  | le 12 octobre 2013 | le 12 octobre 2013 |
|  | le 28 septembre 2013  |                       | La Tablada | 17 |                   |                   |  |  | le 12 octobre 2013 | le 12 octobre 2013 |
|  |                       | Duendes               | 19         |    |                   |                   |  |  | le 12 octobre 2013 | le 12 octobre 2013 |
|  | Jockey Club Rosario   | Duendes               | 19         | 8  |                   |                   |  |  | le 12 octobre 2013 | le 12 octobre 2013 |
|  | Jockey Club Rosario   |                       |            | 8  |                   |                   |  |  | le 12 octobre 2013 | le 12 octobre 2013 |
|  | Duendes               | 17                    |            |    |                   |                   |  |  | le 12 octobre 2013 | le 12 octobre 2013 |
|  | Duendes               | 17                    | Duendes    | 36 |                   |                   |  |  |                    |                    |
|  | le 28 septembre 2013  |                       | Duendes    | 36 |                   |                   |  |  |                    |                    |
|  |                       | Tala R.C.             | 6          |    |                   |                   |  |  |                    |                    |
|  | Tala R.C.             | Tala R.C.             | 6          | 45 |                   |                   |  |  |                    |                    |
|  | Tala R.C.             | le 5 octobre 2013     |            | 45 |                   |                   |  |  |                    |                    |
|  | Gimnasia y Esgrima    | 17                    |            |    |                   |                   |  |  |                    |                    |
|  | Gimnasia y Esgrima    | 17                    | Tala R.C.  | 36 |                   |                   |  |  |                    |                    |
|  | le 28 septembre 2013  |                       | Tala R.C.  | 36 |                   |                   |  |  |                    |                    |
|  |                       | Universitario Tucumán | 27         |    |                   |                   |  |  |                    |                    |
|  | Universitario Tucumán | Universitario Tucumán | 27         | 30 |                   |                   |  |  |                    |                    |
|  | Universitario Tucumán |                       |            | 30 |                   |                   |  |  |                    |                    |
|  | Tucumán R.C.          | 21                    |            |    |                   |                   |  |  |                    |                    |
|  | Tucumán R.C.          | 21                    |            |    |                   |                   |  |  |                    |                    |

### Quarts de finale
| 28 septembre 2013 | La Tablada | 31 - 18 | Jockey Club Córdoba |  |
| 28 septembre 2013 |            |         |                     |  |
| 28 septembre 2013 |            |         |                     |  |

| 28 septembre 2013 | Jockey Club Rosario | 8 - 17 | Duendes |  |
| 28 septembre 2013 |                     |        |         |  |
| 28 septembre 2013 |                     |        |         |  |

| 28 septembre 2013 | Tala R.C. | 45 - 17 | Gimnasia y Esgrima |  |
| 28 septembre 2013 |           |         |                    |  |
| 28 septembre 2013 |           |         |                    |  |

| 28 septembre 2013 | Universitario Tucumán | 30 - 21 | Tucumán R.C. |  |
| 28 septembre 2013 |                       |         |              |  |
| 28 septembre 2013 |                       |         |              |  |

### Demi-finales
| 5 octobre 2013 | La Tablada | 17 - 19 | Duendes |  |
| 5 octobre 2013 |            |         |         |  |
| 5 octobre 2013 |            |         |         |  |

| 5 octobre 2013 | Tala R.C. | 36 - 27 | Universitario Tucumán |  |
| 5 octobre 2013 |           |         |                       |  |
| 5 octobre 2013 |           |         |                       |  |

### Finale
| 12 octobre 2013 | Duendes | 36 - 6 (21 - 3) | Tala R.C. | Arbitre : F. Pastrana |
| 12 octobre 2013 |         |                 |           | Arbitre : F. Pastrana |
| 12 octobre 2013 |         |                 |           | Arbitre : F. Pastrana |

## Statistiques

### Meilleurs réalisateurs
| Rang | Joueur            | Club                  | Poste | Points | Essais | Transf. | Pén. | Drops |
| ---- | ----------------- | --------------------- | ----- | ------ | ------ | ------- | ---- | ----- |
| 1    | Juan Rodríguez    | Universitario Tucumán | -     | 93     | 1      | 11      | 22   | 0     |
| 2    | Stéfano Ambrosio  | Tala R.C.             | -     | 79     | 2      | 12      | 14   | 1     |
| 3    | Germán Núñez      | Cardenales            | -     | 60     | 0      | 9       | 14   | 0     |
| 4    | Gonzalo Bertranou | Los Tordos            | -     | 57     | 3      | 9       | 8    | 0     |
| 5    | Ramiro Pez        | La Tablada            | -     | 54     | 0      | 9       | 10   | 2     |
| 6    | Jorge Domínguez   | Tucumán R.C.          | -     | 52     | 1      | 7       | 10   | 1     |
| 7    | Francisco Lazcano | Jockey Club Córdoba   | -     | 35     | 0      | 7       | 7    | 0     |
| 8    | Ramiro Piccotto   | Gimnasia y Esgrima    | -     | 33     | 0      | 9       | 5    | 0     |
| 9    | Tomás Carrió      | Duendes               | -     | 32     | 4      | 0       | 4    | 0     |
| 10   | Agustín Cartier   | Santiago L.T.         | -     | 31     | 0      | 5       | 6    | 1     |

### Meilleurs marqueurs
| Rang | Joueur            | Club                  | Poste | Essais |
| ---- | ----------------- | --------------------- | ----- | ------ |
| 1    | José Basile       | Tala R.C.             | -     | 5      |
| 2    | Tomás Carrió      | Duendes               | -     | 4      |
| -    | Martín Nieva      | Universitario Tucumán | -     | 4      |
| -    | Santiago Rocchia  | Huirapuca             | -     | 4      |
| -    | Javier Rojas      | Universitario Tucumán | -     | 4      |
| 6    | Ramiro Benavídez  | Tala R.C.             | -     | 3      |
| -    | Gonzalo Bertranou | Los Tordos            | -     | 3      |
| -    | Sebastian Cáccamo | Universitario Rosario | -     | 3      |
| -    | Andrés Comba      | Jockey Club Rosario   | -     | 3      |
| -    | Matías De Paolis  | Los Tordos            | -     | 3      |